# Marx-Engels-Gesamtausgabe

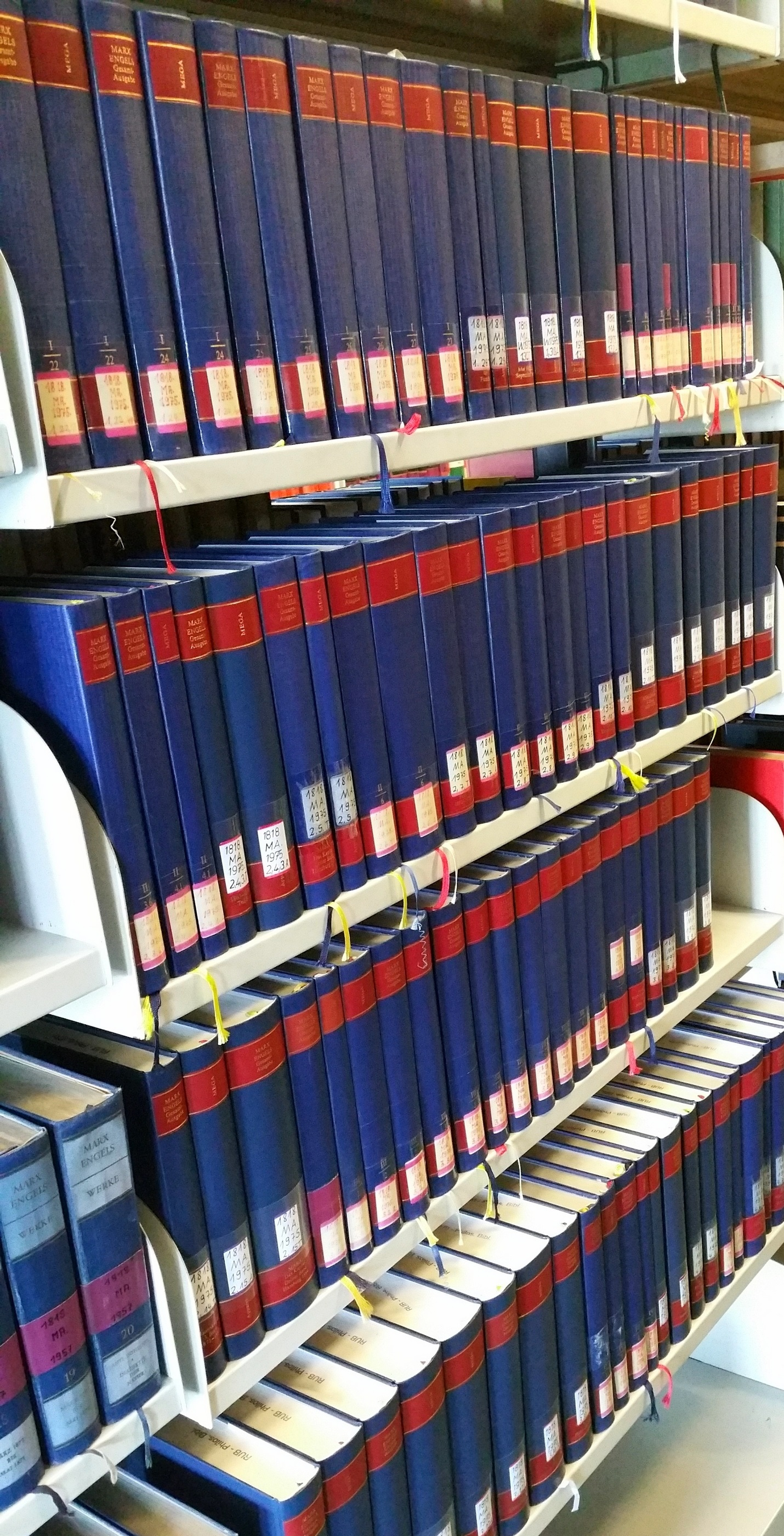
Volúmenes MEGA en una biblioteca.

Marx-Engels-Gesamtausgabe (MEGA) (en español: Edición completa de Marx-Engels) es la mayor colección de escritos de Karl Marx y Friedrich Engels en cualquier idioma. Es un proyecto en curso destinado a producir una edición crítica de las obras completas de Marx y Engels que reproduce los escritos existentes de ambos autores en libros de papel de alta calidad y encuadernación.
Siendo una edición académica histórico-crítica (historisch-kritische), la mayoría de los volúmenes MEGA constan de libros de texto y apéndices separados, estos últimos brindan información adicional sobre el texto editado. Todo el material de MEGA está editado en el idioma original, por lo que la mayoría de los textos están en alemán, pero también en una cantidad considerable en inglés y en francés.
Iniciado por los Institutos de Marxismo-Leninismo del Partido Socialista Unificado de Alemania en Berlín y el PCUS en Moscú y publicado por Dietz Verlag (Berlín) como una serie iniciada en 1975, MEGA contiene todas las obras publicadas por Marx y Engels en vida y numerosas cartas y manuscritos inéditos.
Después de la caída del Muro de Berlín, la publicación de MEGA fue transferida a la Fundación Internacional Marx-Engels en Ámsterdam. Los volúmenes están impresos y encuadernados por Walter de Gruyter en Berlín. Actualmente, el proyecto está supervisado por Gerald Hubmann.
Hasta el momento se han publicado sesenta y cinco volúmenes de MEGA. Se han publicado todos los volúmenes que contienen escritos relacionados con El capital. Más recientemente se publicó un volumen de texto y un volumen de aparatos que lo acompañan que contienen los escritos ecológicos de Marx. Se espera que todo el proyecto tenga 114 volúmenes en total.

## Historia de la publicación

### Trasfondo
El MEGA de hoy en día no fue el primer intento de publicar una colección completa de las obras de Karl Marx y Friedrich Engels en su idioma original.

#### PrimerMEGA

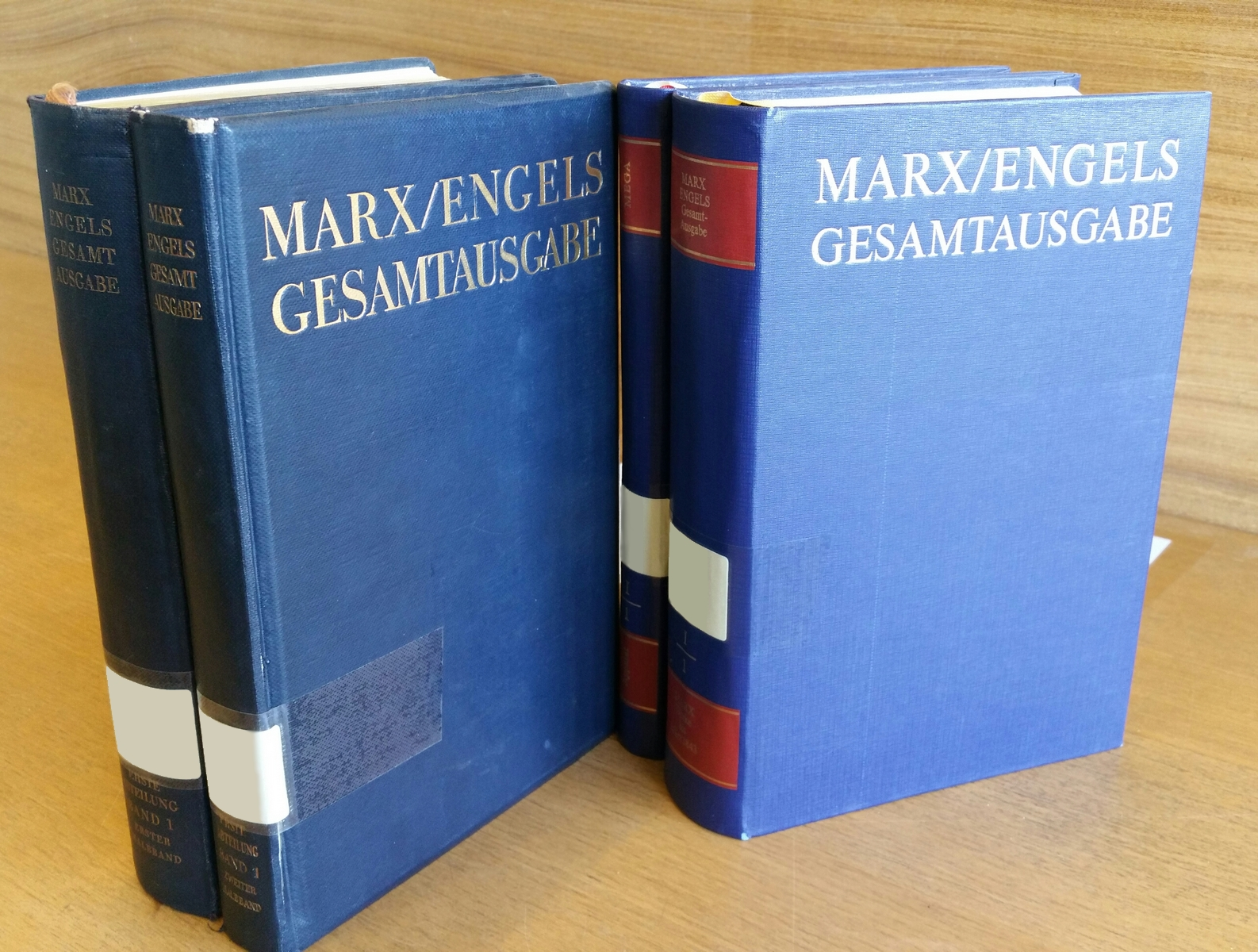
Tomos I/1 del primer y segundo Marx-Engels-Gesamtausgabe (MEGA) en comparación.

En las décadas de 1920 y 1930 comenzó a publicarse un primer MEGA o MEGA1 por parte del Instituto Marx-Engels de Moscú bajo la dirección de David Riazanov, un erudito marxista y revolucionario. Originalmente, MEGA1 estaba destinado a comprender 42 volúmenes, de los cuales 12 volúmenes se publicaron entre 1927 y 1935. Después de que Riazanov, que editó los primeros cinco volúmenes de MEGA, fuera destituido como director del Instituto Marx-Engels en febrero de 1931, Vladimir Adoratski ocupó su lugar como editor y publicó los siguientes siete volúmenes. A mediados de la década de 1930, MEGA1 se suspendió silenciosamente.

#### Segundo MEGA
Un segundo intento realizado en la década de 1960. La cooperación entre editores alemanes y soviéticos, nuevas directrices editoriales y conceptos innovadores llevaron a la publicación de un primer volumen de muestra en 1972, seguido del primer volumen del nuevo y segundo MEGA (o MEGA2) en 1975.

### Estructura

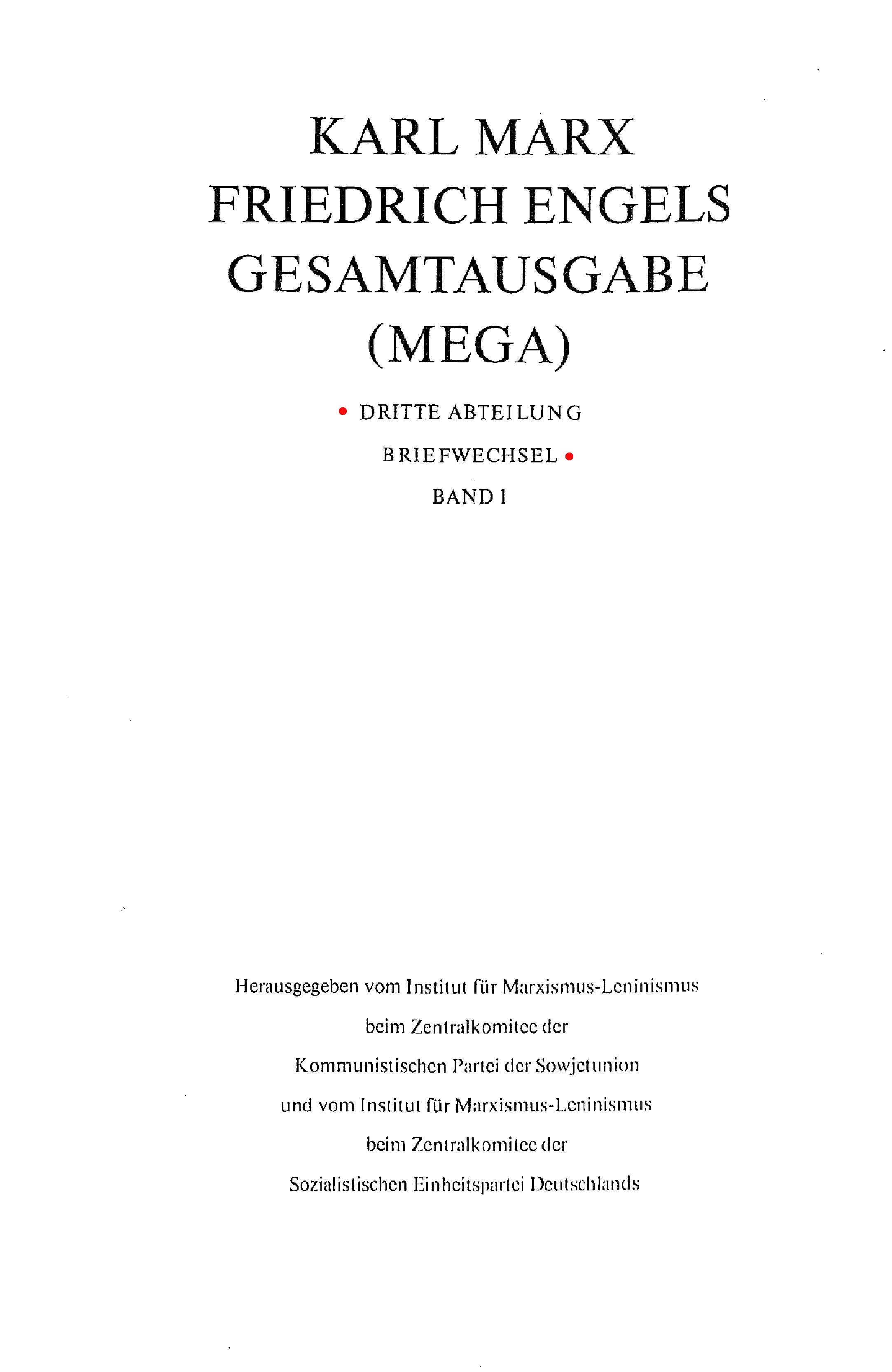
Portada del volumen 1 de la segunda edición del MEGA^{2}.

MEGA contiene material escrito por Marx entre 1835 hasta su muerte en 1883, y por Engels entre 1838 hasta su muerte en 1895. El proyecto se divide en cuatro apartados generales:

#### I. Abteilung (Werke, Artikel, Entwürfe)
- Todas las obras, publicaciones, artículos y discursos filosóficos, económicos, históricos y políticos de Marx y Engels. Obras conocidas de Marx y Engels, entre ellas La ideología alemana (volumen I/5), Las luchas de clases en Francia 1848-1850 (volumen I/10), El 18 de brumario de Luis Bonaparte (volumen I/11), Crítica del Programa de Gotha (volumen I/25) y el Anti-Dühring (volumen I/27) forman parte de esta sección. Constará de 32 volúmenes.[10]

#### II. Abteilung (Das Kapital und Vorarbeiten)
- Esta sección contiene la obra principal de Marx, El capital: crítica de la economía política (con los tres volúmenes), y todas las obras económicas y manuscritos relacionados con ella, comenzando con los Grundrisse de 1857/58 (volumen II/1). Esta sección es hasta ahora la única completada, se terminó con el volumen II/4.3 en 2012 y comprende 15 volúmenes en 23 libros.[11]

#### III. Abteilung (Briefwechsel)
- La correspondencia completa de Marx y Engels, tanto el intercambio epistolar entre ellos como el de Marx y Engels a terceras personas, cuyas cartas a ambos autores también están íntegramente impresas en la edición. La sección estará compuesta por 35 volúmenes.[12]

#### IV. Abteilung (Exzerpte, Notizen, Marginalien)
- Los extractos, manuscritos y notas marginales de Marx y Engels, en gran parte inéditos. La sección estará compuesta por 32 volúmenes.[13]

### Planificación
Desde 1990 MEGA es publicado por la Internationale Marx-Engels-Stiftung (IMES) en Ámsterdam.
El IMES es una red internacional del Instituto Internacional de Historia Social, la Akademie der Wissenschaften de Berlín (BBAW), la Casa Karl-Marx (KMH) de la Fundación Friedrich Ebert en Tréveris, el Archivo Estatal Ruso de Asuntos Sociales y Políticos. Historia (RGA) y el Instituto Ruso Independiente para el Estudio de los Problemas Sociales y Nacionales (RNI), estos dos últimos en Moscú. La tarea principal del IMES es continuar la publicación del Marx-Engels-Gesamtausgabe .
En 2015 se celebró la Gemeinsame Wissenschaftskonferenz (Conferencia científica federal) de los estados federales alemanes y el gobierno nacional alemán decidieron continuar financiando la publicación de MEGA, aunque en una forma recientemente conceptualizada: Todas las cartas en la tercera sección de MEGA de 1866 a 1895 (del volumen III/14 en adelante) y gran parte de la cuarta sección sólo se publicará digitalmente en el futuro.
Sin embargo, todos los volúmenes posteriores del primero y los importantes volúmenes de la cuarta sección se seguirán publicando en forma impresa.